# Seznam piaristických klášterů

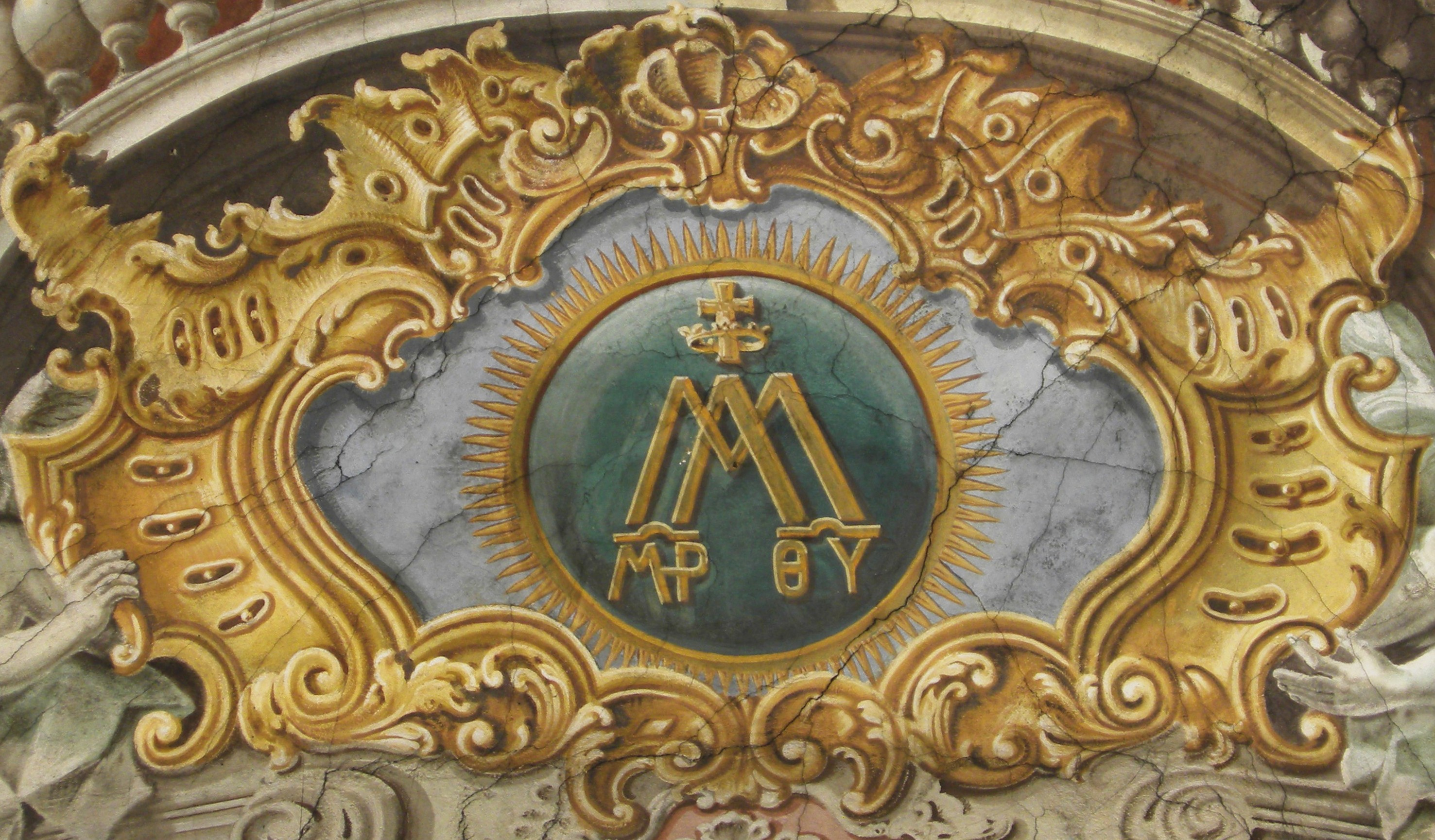
Znak Řádu zbožných škol na gymnáziu v Prievidzi

Toto je neúplný seznam piaristických klášterů, tj. klášterů řádu zbožných škol (Řád chudobných řeholních kleriků Matky Boží zbožných škol, lat. Ordo Clericorum Regularium Pauperum Matris Dei Scholarum Piarum).

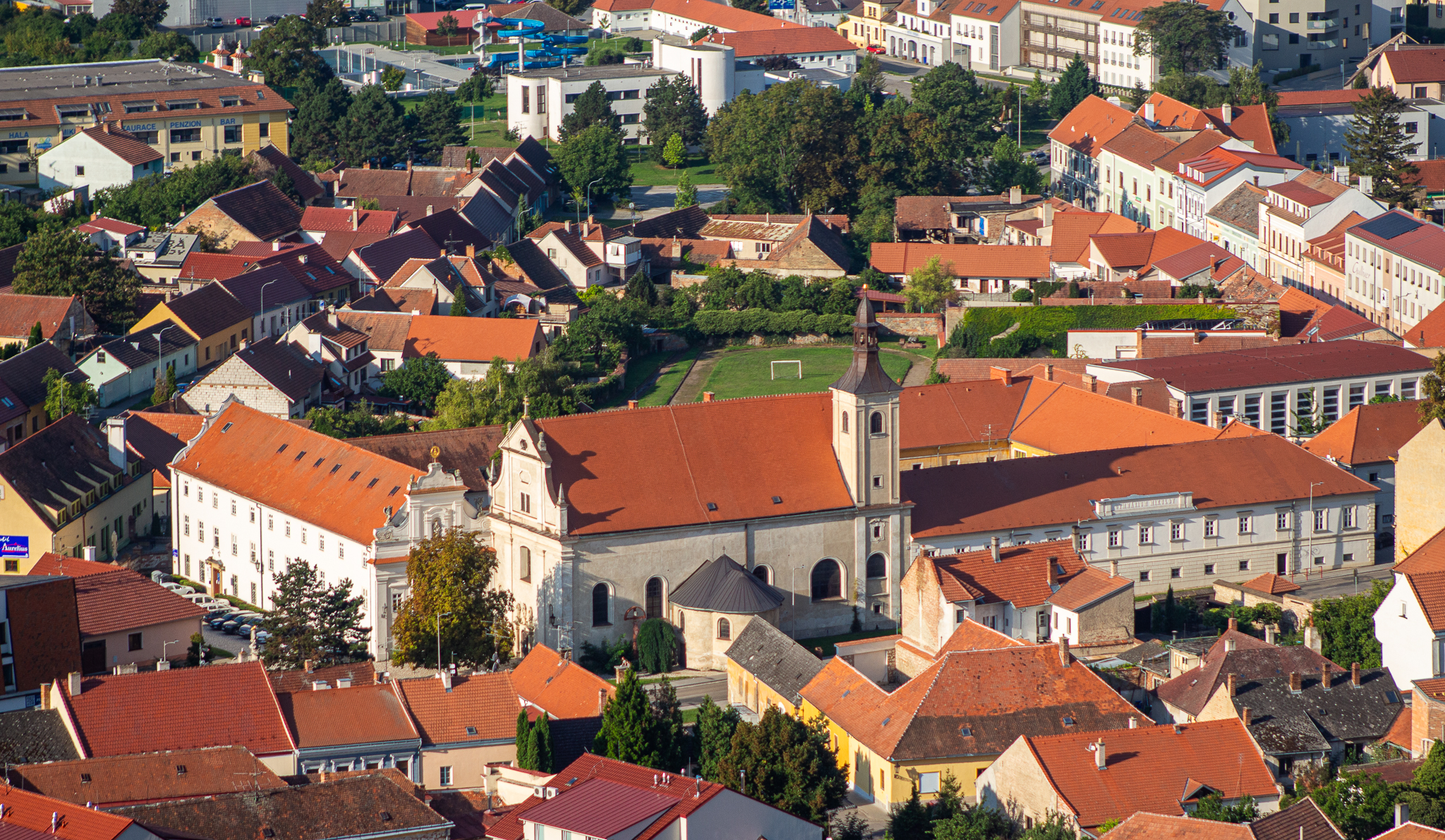
První piaristický klášter na českém území v Mikulově s kostelem svatého Jana Křtitele

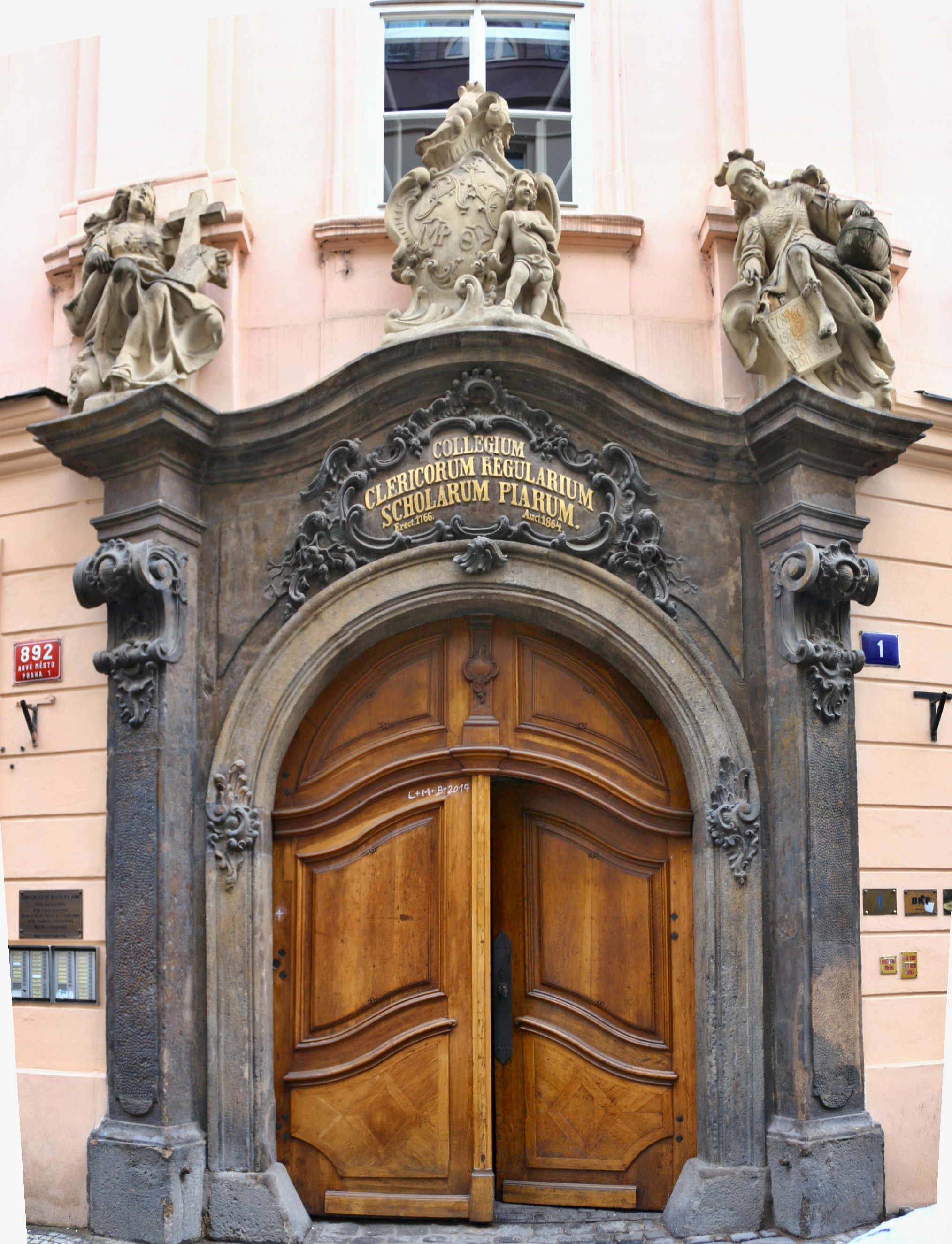
Vstup do piaristické koleje při gymnáziu u kostela sv. Kříže v Praze, Panská ulice

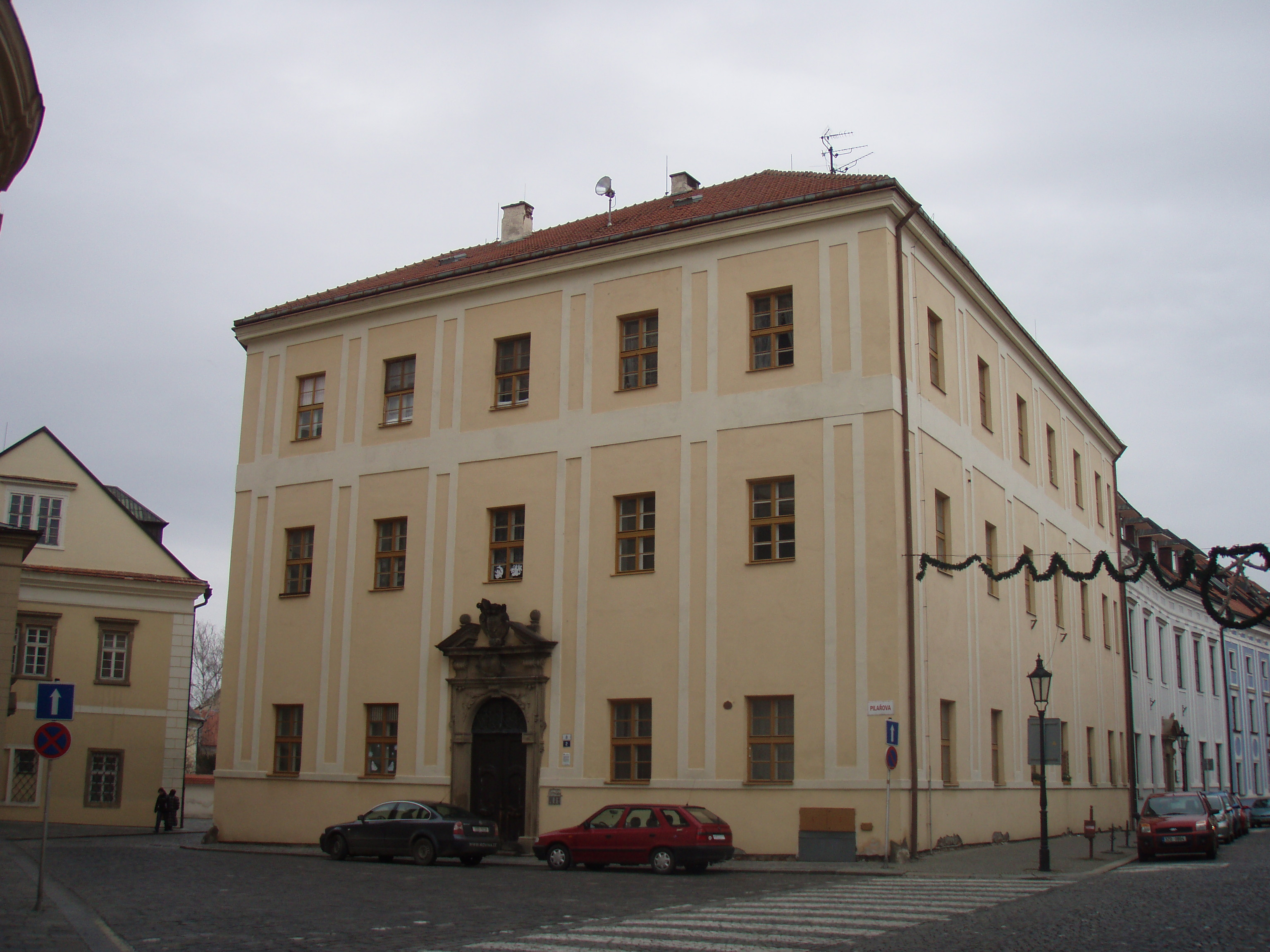
Někdejší Piaristické gymnázium v Kroměříži

V českých zemích se piaristický řád objevil jako první mimo Itálii. Piaristé přišli na Moravu na pozvání Františka kardinála z Ditrichštejna, jenž v roce 1631 založil první klášter řádu v Mikulově.

## Seznam klášterů
Česko
- Mikulov 1631
- Strážnice 1633
- Lipník nad Bečvou 1634
- Kolej a gymnázium v Litomyšli (1640, v roce 1874 zestátněno)
- Slaný (1658) Roku 1782 měl být klášter zrušen, nicméně od zrušení bylo upuštěno, konvent byl pouze zredukován. Další návrh na zrušení františkánského kláštera ve Slaném byl předložen roku 1795 s tím, že budovy mají být předány piaristům (srov. piaristická kolej ve Slaném) a císař roku 1802 vydal nařízení o nutnosti předání budov. Ke zrušení kláštera ale nedošlo, o což se zasloužil majitel panství Karel Clam-Martinic, jenž se u císaře přimluvil.
- Ostrov nad Ohří (1666)
- Kroměříž (1687)
- Kosmonosy (1688)
- Stará Voda (1690)
- Příbor (1694)
- Rychnov nad Kněžnou (1714-1783)
- Bílá Voda (1724)
- Bruntál (1731)
- Praha (s kostelem sv. Kříže) (1752) (oddělení od německé provincie jako samostatná provincie česká, později česko-moravská a roku 1825 česko-moravsko-slezská).
- Hustopeče (1757)
- Brandýs nad Labem (1759)
- Kyjov (1759)
- České Budějovice (1762), roku 1785 se piaristé přestěhovali do Dominikánského kláštera, kde setrvali do roku 1885. Byli vystřídáni redemptoristy.
- Nový Bor (1763)
- Moravská Třebová (1765)
- Most (1768)
- Doupov (1775)
- Mladá Boleslav (1786)
- Kadaň (1802)
- Vratěnín – plán na vybudování kláštera a školy zhatil požár klášterní budovy v roce 1818
- Rakovník (v roce 1833 zde vznikla reálná škola - dnes gymnázium Zikmunda Wintra - dočasně vedená piaristy, později premonstráty)
- Liberec (1837)
- Nepomuk (1862)

 Litva
- Vilnius

 Maďarsko
- Piaristická škola v Kecskemétu
- Piaristické gymnázium v Budapešti (1717)
- Göd (1991)
- Mosonmagyaróvár
- Sátoraljaújhely
- Segedín
- Tata
- Veszprém
- Vác

 Polsko
- Piaristická kolej ve Varšavě (1684)
- Krakov
- Lipnik
- Piotrków Trybunalski
- Radom
- Řešov
- Szczuczyn

 Rakousko
- Piaritstický klášter ve Vídni

 Rumunsko
- Piaristické gymnázium v Temešváru (poč. 17. století)
- Kluž

 Slovensko
- Banská Štiavnica
- Brezno
- Krupina
- Levice
- Nitra
- Podolínec
- Prievidza
- Sabinov
- Svätý Jur
- Trenčín

 USA
- Martin, Kentucky

 Ukrajina
- Ljubešiv